# Chanteloup (Deux-Sèvres)
Chanteloup è un comune francese di 1 000 abitanti situato nel dipartimento delle Deux-Sèvres nella regione della Nuova Aquitania.

## Società

### Evoluzione demografica
Abitanti censiti